# Святковський Михайло Вікторович
Миха́йло Ві́кторович Святко́вський (нар. 3 червня 1984 — пом. 4 листопада 2014) — солдат 18-го окремого мотопіхотного батальйону Збройних Сил України, загинув в ході російсько-української війни.

## Життєпис
Проживав у селі Петрівка, Одеська область, де закінчив ЗОШ.
До військкомату прийшов добровольцем, мобілізований; солдат 18-го окремого мотопіхотного батальйону «Одеса» 28-ї окремої механізованої бригади, водій-електрик.
4 листопада 2014-го пополудні внаслідок обстрілу поблизу села Павлопіль (тепер — Маріупольський район) зазнав смертельного поранення у груди.
Без сина лишились батьки.
Похований у селі Курісове, Березівського району.

## Нагороди та вшанування

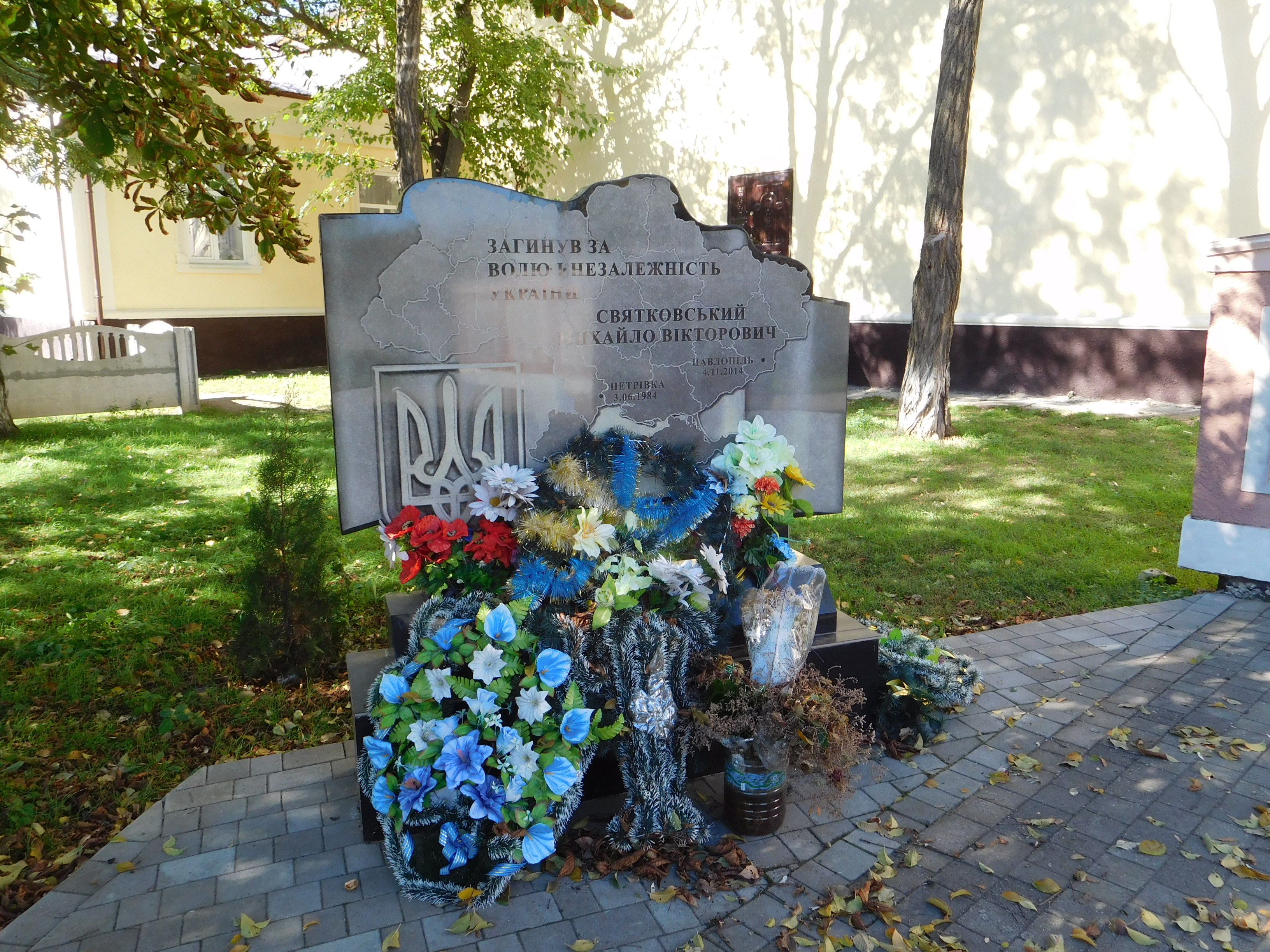
Меморіал М. В. Святковському у рідному селі

За особисту мужність і героїзм, виявлені у захисті державного суверенітету та територіальної цілісності України, вірність військовій присязі під час російсько-української війни, відзначений — нагороджений
- 1 березня 2016 року — орденом «За мужність» III ступеня (посмертно)[1]
- у Курісівській ЗОШ відкрито меморіальну дошку випускникові Михайлові Святковському